# Kimura Shigenari

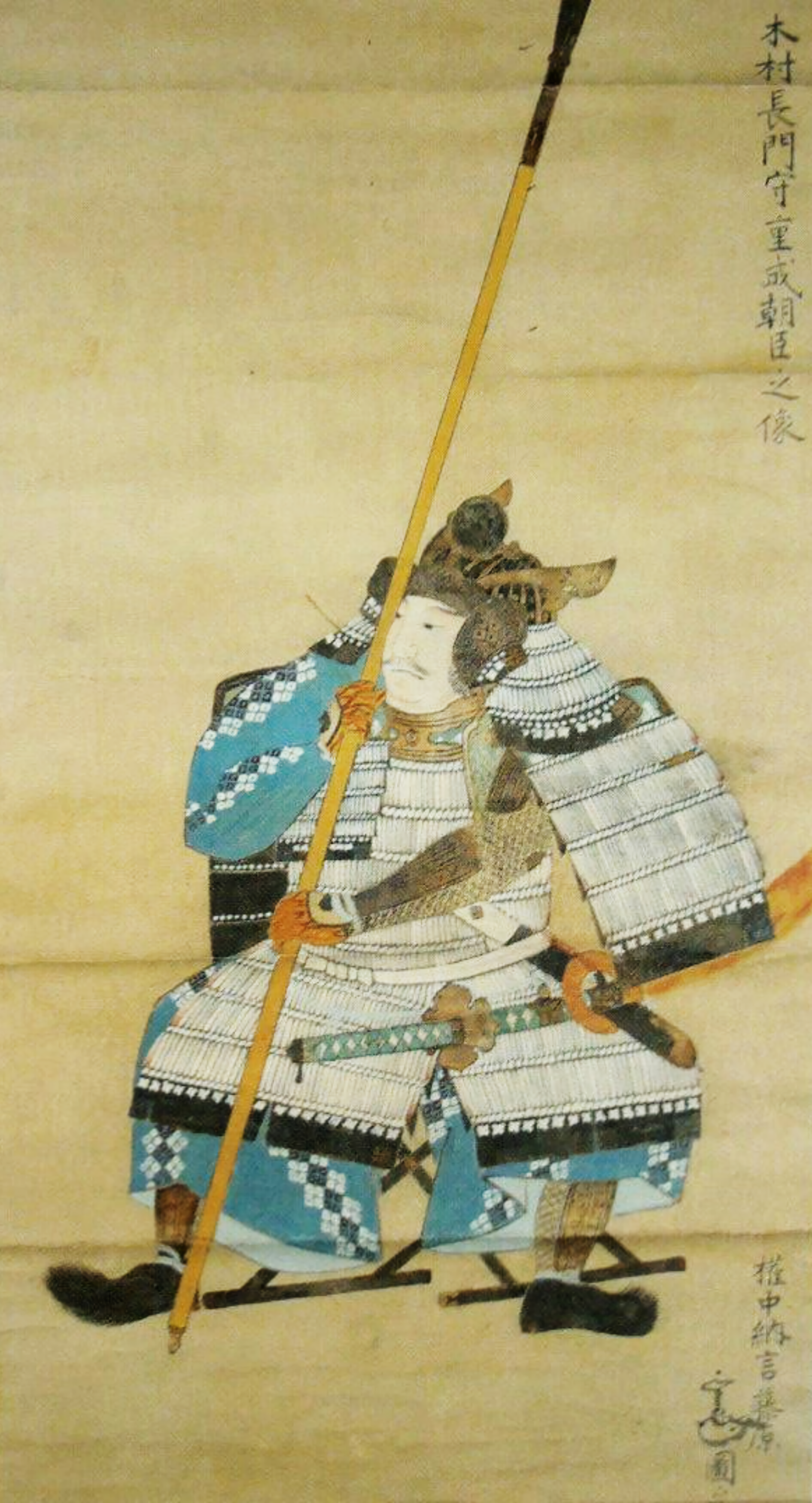
Kimura Shigenari

Kimura Shigenari (japanisch 木村重成; geboren 1592?; gestorben 2. Juni 1615 bei Wakae (若江) in der Provinz Kawachi) war ein japanischer Samurai und Feldherr der Azuchi-Momoyama- und der frühen Edo-Zeit.

## Leben und Wirken
Kimura Shigenari war Sohn des Samurai Kimura Shigekore (木村 常陸; gest. 1595). Er diente Toyotomi Hideyoshi und war nach dessen Tod 1598 der stärkste militärischer Verteidiger der Familie Hideyoshis im Kampf mit Tokugawa Ieyasu in den Jahren 1614 und 1615. Im Angriff auf die Osaka-Burg im Jahr 1614 konnte er diese gegen Uesugi Kagekatsu (1556–1623) und Satake Yoshinobu (佐竹 義宣; 1570–1633) verteidigen.
Während des Waffenstillstands wurde Kimura als Vertreter der Toyotomi zum regierenden Shōgun Tokugawa Hidetada geschickt. Als der Konflikt im Sommer 1615 wieder ausbrach, rückte Kimura mit seinen Verbündeten von der Burg Osaka aus gegen die Gegner vor, um diese beim Anmarsch zu überraschen. Der Plan schlug fehl, sie wurde von Tōdō Takatora und Ii Naotaka (井伊 直孝; 1590–1659) abgefangen. Es kam zu einer Schlacht am 2. Juni, bei der Kimura getötet wurde.
Die Burg Osaka wurde am folgenden Tag eingenommen.